# ويليام دياس
ويليام همفريس دياس (بالإنجليزية: William Dayas)‏ (12 سبتمبر 1863 نيويورك - 3 مايو 1903 مانشستر) عازف بيانو وأستاذ ومؤلف موسيقي أمريكي، وواحد من آواخر تلامذة فرانز ليست.

## حياته
ولد ويليام همفريس دياس في نيويورك في 12 سبتمبر 1863، فَقد أُسرته في سن مبكرة. درس العزف على الأرغن والتأليف الموسيقي، ثم انتقل إلى ألمانيا عام 1881.

## عمله
بعد أن تتلمذ على يد ليست بدأ دياس بالتدريس في العديد من معاهد الموسيقى في المدن الأوربية من بينها هلسنكي بين عامي (1890 -1893)، بعد ذلك عمل دياس أستاذاً للبيانو في ألمانيا ونيويورك، وأخيراً كان بروفيسوراً في كلية مانشستر الملكية للموسيقى. وقد أَّلف دياس مقطوعات للبيانو.

## عائلته
تزوج ويليام دياس من مارغريت (مارغاريث) ڤوك التي كانت طالبة لفرانز ليست في عام 1891، حيث أنجبا في هلسنكي إبنتهما أستاذة الموسيقى وعازفة البيانو كارين دياس (1892-1971).

## وصلات خارجية
- McMaster University Libraries: Dayas, W. H.